# Dennis Ruel
Dennis Ruel ist ein US-amerikanischer Schauspieler, Stuntman und Synchronsprecher.

## Leben
Bereits in jungen Jahren fand Ruel den Weg zu Kampfsportarten und ist seit über 20 Jahren als Kampfkünstler tätig. Sein Filmschauspieldebüt gab er 2006 im Spielfilm Contour, im selben Jahr wirkte er im Fernsehfilm Kambal: The Twins of Prophecy mit. Dort agierte er zusätzlich als Stuntman. In den nächsten Jahren folgten weitere Besetzungen in Film- oder Fernsehserienproduktionen. 2013 stellte er im Actionfilm Fight Club 2 – Faustkampf im Barrio des Filmstudios The Asylum mit der Rolle des Ricky eine der Hauptrollen dar.
Für das Motion-Capture-Verfahren wirkte er in Videospielen, unter anderen in XCOM: Enemy Unknown, BioShock Infinite, XCOM 2, Batman: The Telltale Series, Mafia III, Destiny 2, WWE 2K20, Mafia: Definitive Edition, Demon’s Souls, Call of Duty: Vanguard, WWE 2K22, Call of Duty: Modern Warfare II, God of War Ragnarök, Mortal Kombat 1, Call of Duty: Modern Warfare III mit. Vor allem in Computerspielen ist er seit den 2010er Jahren auch als Synchronsprecher zu hören.

## Filmografie (Auswahl)

### Schauspiel
- 2006: Contour
- 2006: Kambal: The Twins of Prophecy (Fernsehfilm)
- 2007: Bound by Blood
- 2007: Two Men in Suits (Kurzfilm)
- 2007: Fievel Throws Down (Kurzfilm)
- 2007: Rush Delivery (Kurzfilm)
- 2008: Johnny Owes (Kurzfilm)
- 2009: Gestern, heute & für immer – Love Aaj Kal (Love Aaj Kal)
- 2009: Whirlwind Action: Martial Arts Mania Volume #1
- 2009: Trauma (Fernsehserie, Episode 1x01)
- 2009: Owned
- 2010: Laserlust (Kurzfilm)
- 2010: The Little King Treading Water (Kurzfilm)
- 2011: Wild (Kurzfilm)
- 2012: Those Who Go to Hell
- 2012: The Fake (Kurzfilm)
- 2013: Triple Dragon (Kurzfilm)
- 2013: The Forge (Kurzfilm)
- 2013: Fight Club 2 – Faustkampf im Barrio (Barrio Brawler)
- 2013: Rope a Dope (Kurzfilm)
- 2014: Daddy’s Love (Kurzfilm)
- 2015: Unlucky Stars
- 2015: Rope a Dope 2 (Kurzfilm)
- 2016: The Man from Death (Kurzfilm)
- 2017: Unmasked (Kurzfilm)
- 2018: Bloodline: Lovesick 2
- 2019: XXENOS (Kurzfilm)
- 2021: Halloween Kills: Face the Shape (Kurzfilm)
- 2023: Chico & Rico: Animal Avengers (Kurzfilm)

### Stunts
- 2006: Kambal: The Twins of Prophecy (Fernsehfilm)
- 2007: Bound by Blood
- 2007: Fievel Throws Down (Kurzfilm)
- 2008: Johnny Owes (Kurzfilm)
- 2009: Gestern, heute & für immer – Love Aaj Kal (Love Aaj Kal)
- 2012: Those Who Go to Hell
- 2013: The Forge (Kurzfilm)
- 2013: Fight Club 2 – Faustkampf im Barrio (Barrio Brawler)
- 2013: The Hunt (Fernsehserie, Episode 1x04)
- 2014: Daddy’s Love (Kurzfilm)
- 2015: Close Range
- 2015: Unlucky Stars
- 2015: Rope a Dope 2 (Kurzfilm)
- 2016: Sultan
- 2017: Across the Crescent Moon
- 2017: Marvel’s Iron Fist (Fernsehserie, 2 Episoden)
- 2017: Wolf Warrior 2 (战狼2/Zhàn Láng 2)
- 2018: Sorry to Bother You
- 2018: Blindsided: The Game (Kurzfilm)
- 2018: The Broken Gear (Kurzfilm)
- 2018: Bloodline: Lovesick 2
- 2018: Mard Ko Dard Nahin Hota
- 2018: The Last Ship (Fernsehserie, Episode 5x10)
- 2019: XXENOS (Kurzfilm)
- 2019: Lucifer (Fernsehserie, Episode 4x03)
- 2019: Above the Shadows
- 2019: The Mercenary – Der Söldner (The Mercenary)
- 2019: Pailwaan
- 2021: Halloween Kills: Face the Shape (Kurzfilm)
- 2022: The Guardians of Justice (Fernsehserie, Episode 1x05)

## Synchronisationen (Auswahl)
- 2013: The Bureau: XCOM Declassified (Computerspiel)
- 2014: NBA 2k15 (Computerspiel)
- 2017: XCOM 2 (Computerspiel)
- 2017: NBA 2K18 (Computerspiel)
- 2021: Venice (Podcastserie, 6 Episoden)